# 第5高射特科隊
第5高射特科隊（だいごこうしゃとっかたい、JGSDF 　5th Antiaircraft Artillery Unit）は、陸上自衛隊帯広駐屯地（北海道帯広市の）に駐屯する第5旅団隷下の高射特科部隊である。

## 概要
大隊長は2等陸佐が充てられ、第5旅団において対空作戦 の統制・調整および対空戦闘を担任する。

## 沿革
第5特科連隊第5大隊
- 1954年（昭和29年）
  - 9月25日：第5特科連隊第5大隊が第2特科連隊第5大隊を母体として旭川駐屯地に編成。
  - 10月19日：第5特科連隊第5大隊が旭川駐屯地から東千歳駐屯地に移駐。
- 1961年（昭和36年）8月26日：第5特科連隊第5大隊が東千歳駐屯地から帯広駐屯地に移駐。

第5特科連隊第6大隊
- 1962年（昭和37年）1月18日：第5師団改編に伴い、第5特科連隊第5大隊が第5特科連隊第6大隊に改編。
- 1971年（昭和46年）3月24日：第6大隊改編。
- 1972年（昭和47年）3月24日：第6大隊に35mm2連装高射機関砲 L-90が配備。

- 1986年（昭和61年）
  - 7月7日：第6大隊に81式短距離地対空誘導弾が配備。
  - 10月26日：第6大隊改編。
- 1987年（昭和62年）3月26日：第6大隊に81式短距離地対空誘導弾が増備され、M51 75mm高射砲が廃止。

第5高射特科大隊
- 1989年（平成元年）3月24日：第5特科連隊第6大隊（高射特科）が第5高射特科大隊として分離独立し、師団直轄として帯広駐屯地に新編。

第5高射特科中隊
- 2004年（平成16年）3月29日：旅団化に伴い、第5高射特科中隊に縮小改編。後方支援体制変換に伴い、整備部門を第5後方支援隊第2整備中隊高射直接支援小隊へ移管。
- 2023年（令和05年）3月15日：第5高射特科中隊（帯広駐屯地）が廃止。

第5高射特科隊
- 2023年（令和05年）
  - 3月16日：第5高射特科隊（帯広駐屯地）に改編。
  - 4月21日：対空戦闘指揮統制装置Ⅱ型（ADCCSⅡ型）の運用開始式を挙行。

## 整備支援部隊
- 第5後方支援隊第2整備中隊高射直接支援小隊「5後支-2整」（帯広駐屯地）：2004年（平成16年）3月29日から

## 部隊編成
- 第5高射特科隊本部
  - 隊本部班
  - 通信班
- 情報小隊：対空レーダ装置 JTPS-P14、低空レーダ装置 JTPS-P18
- 近SAM小隊：93式近距離地対空誘導弾
- 短SAM小隊：81式短距離地対空誘導弾

## 主要幹部
| 官職名          | 階級    | 氏名    | 補職発令日 | 前職 |
| --------------- | ------- | ------- | ---------- | ---- |
| 第5高射特科隊長 | 2等陸佐 | 日下 耕 |            |      |

## 主要装備
- 対空戦闘指揮統制装置Ⅱ型（ＡＤＣＣＳⅡ型）
- 81式短距離地対空誘導弾
- 93式近距離地対空誘導弾
- 対空レーダ装置 JTPS-P14
- 低空レーダ装置 JTPS-P18
- 1/2tトラック / 73式小型トラック
- 1 1/2tトラック / 73式中型トラック
- 3 1/2tトラック / 73式大型トラック
- 89式5.56mm小銃
- 12.7mm重機関銃